# Iglesia de Santa María Magdalena (Roma)
La iglesia de Santa María Magdalena (del italiano Chiesa di Santa Maria Maddalena) es una iglesia católica ubicada frente a la plaza homónima en el rione Colonna, en Roma.
La orden de San Camilo de Lellis tuvo una iglesia en donde hoy está sita la Iglesia de Santa María Magdalena desde 1586; y en el siglo XVII se inició la construcción de la iglesia actual, que fue terminada en 1699 en estilo barroco. Su fachada se cree generalmente que fue decorada por el italiano Giuseppe Sardi en 1735. No obstante, la historiadora Alessandra Marino, sostiene que su autor fue el arquitecto portugués Manuel Rodrigues dos Santos, considerando que la formación previa de Dos Santos como ebanista explicaría la similitud entre la decoración superpuesta a la fachada y trabajos contemporáneos de la ebanistería italiana de la época.
Sebastiano Conca pintó en la iglesia un fresco de San Camilo de Lelis, cuyas reliquias permanecen en el interior del templo. Tradicionalmente, también se ha asegurado siempre que en esta iglesia se encuentran los restos de Santa Marcela, San Maximino de Aix e incluso la propia María Magdalena.